# Lepageïta
La lepageïta és un mineral de la classe dels sulfurs. Rep el nom en honor d'Yvon Le Page (nascut el 7 d'octubre de 1943), cristal·lògraf del National Research Council of Canada, a Ottawa (Canadà). Va desenvolupar el programari MISSYM que va tenir un paper important en la solució correcta d'estructures minerals complexes, com ara la mateixa lepageïta.

## Característiques
La lepageïta és un antimonur de fórmula química Mn2+₃(Fe3+₇Fe2+₄)O₃[Sb3+₅As3+₈O34]. Va ser aprovada com a espècie vàlida per l'Associació Mineralògica Internacional l'any 2018, sent publicada per primera vegada el 2019. Cristal·litza en el sistema triclínic.
L'exemplar que va servir per a determinar l'espècie, el que es coneix com a material tipus, es troba depositat a les col·leccions del museu mineralògic de la Universitat de Varsòvia, amb el número de catàleg: mmwr iv7926.

## Formació i jaciments
Va ser descoberta a la mina del mont Szklana, a Gmina Ząbkowice Śląskie, dins el comtat de Ząbkowice Śląskie (Voivodat de Baixa Silèsia, Polònia). Es tracta de l'únic indret de tot el planeta on ha estat descrita aquesta espècie mineral.